# Hypnum floribundum
Hypnum floribundum là một loài Rêu trong họ Hypnaceae. Loài này được (Dozy & Molk.) Müll. Hal. mô tả khoa học đầu tiên năm 1851.